# Postindustriální společnost

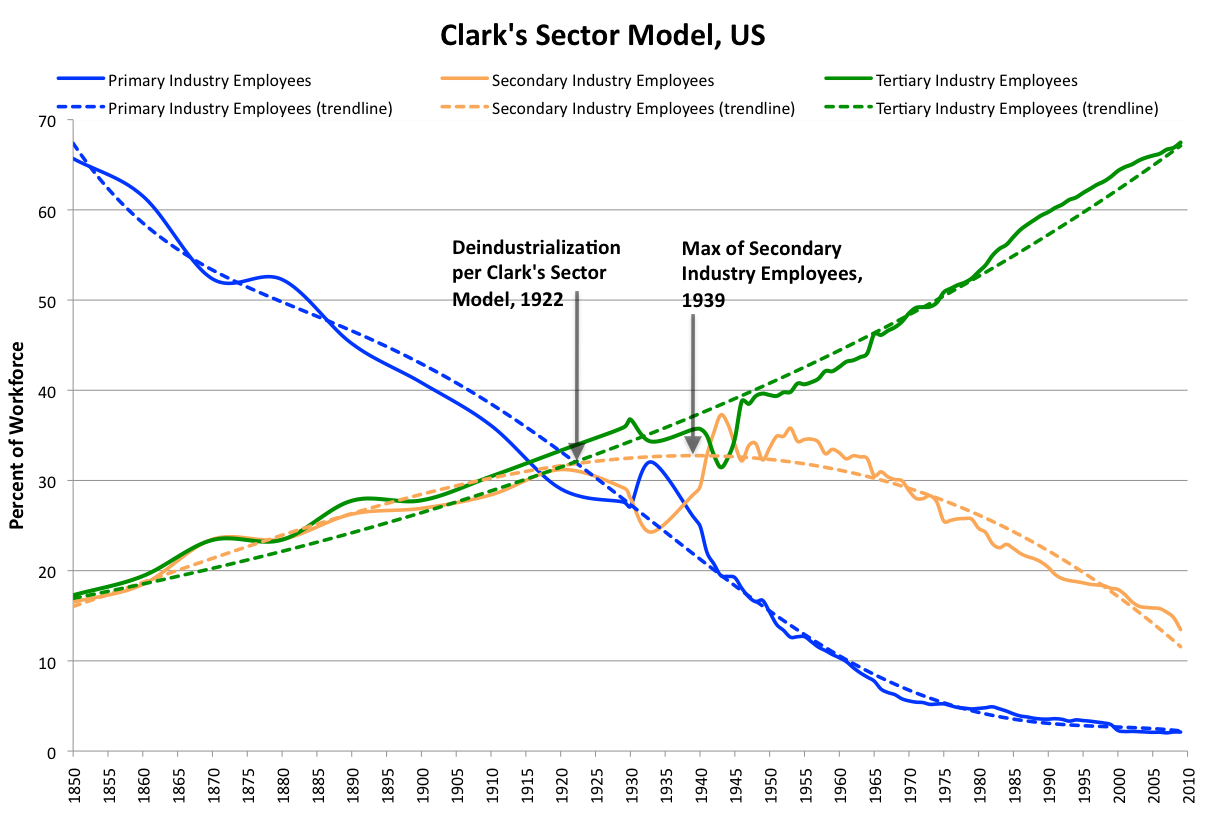
Graf Colina Clarka (1850–2009)

Postindustriální společností se rozumí fáze ve vývoji společnosti, pro jejíž ekonomiku už není hlavní přísun a přínos ze sekundárního ekonomické sektoru, nýbrž ze sektoru terciárního, což jsou především služby. Už název postindustriální evokuje nějaký pokrok po industriální fázi, kde šlo především o masovou výrobu zboží.
Dnešní postindustriální společnost se nachází především ve státech, kde vypukla industriální revoluce jako první, těmi jsou hlavně USA a Západní Evropa. USA dokonce dosáhly jako první 50% populace v sektoru služeb, tím se stávají pro postindustrializmus typickým příkladem. Ekonom Colin Clark vytvořil graf přeměny americké ekonomiky za posledních cca 150 let.
Postindustrialismus vyplývá ze spontánního vývoje různých rovin života. V ekonomické rovině dochází k přesouvání pracovní síly do sektoru služeb, což vytváří jejich čím dál tím větší komplexitu. V technologické rovině se rozšiřuje postavení vědy a výzkumu a vznikají technické elity. V postindustriálním světě jde spíše o výrobu informací než hmotných statků.

## Historie a vývoj konceptu postindustriální společnosti
Jako první začínají výraz „postindustriální společnost“ nebo „postindustrialismus“ používat Alain Touraine v roce 1969 a později také Daniel Bell v roce 1973. Zatímco Touraine jako první uvádí jeho synonyma „technokratická společnost“ a „programovaná společnost“, tak Bell tvrdí, že se jedná pouze o jednu složku sociálního života a socioekonomické roviny.
V současné době prochází vyspělé kapitalistické ekonomiky velkými změnami, které svou velikostí soupeří s těmi, které se udály během průmyslové revoluce. Daniel Bell popularizoval v roce 1973 termín „postindustriální“, aby popsal změnu hospodářství na ekonomiku, jejíž těžiště je především v informačních technologiích a dále v manažerské a technické elitě. Celkově se snažil popsat jevy spojené s deindustrializací vyspělých zemí, růst pracovních míst v sektoru služeb a nové rozmístění výrobních sil po celém světě díky novým komunikačním technologiím.
Eseje na téma postindustriální společnosti, které Bell postupně publikoval během šedesátých a na začátku sedmdesátých let, byly sesbírány a v roce 1973 společně publikovány ve sborníku The Coming of Post-Industrial Society: a Venture in Social Forecasting.

## Vize Alaina Touraina a Daniela Bella
Tourainova a Bellova teorie se sice liší, ale v očekávání, jak se bude postindustriální společnost vyvíjet, se podobá.  Oba tvrdí, že postupně upadne systém tříd a to hlavně z toho důvodu, že v moderní společnosti bude scházet proletariát. To ale neznamená konec konfliktů. Podle Touraina budou vznikat konflikty mezi nadřízenými a podřízenými, zatímco podle Bella to budou hlavně rasové a etnické konflikty.
S absencí proletariátu souvisí důraz na vzdělávání a to hlavně teoretické. Podle Bella bude vzdělání jedno z rozdělujících kritérií společnosti a to na akademickou třídu s vědci, třídu profesorů a inženýrů a třetí třídu asistentů a techniků. Pro proletariát v tomto rozdělení není místo.
Objevují se také místa, kdy si autoři protiřečí a to například v oblastech ekonomických. Podle Touraina bude ekonomika svými silami ovládat společnost, zatímco podle Bella bude postindustriální společnost ekonomiku ovládat. Podle obou se však přestane klást velký důraz na soukromý zisk.
Podle autorů ani chudoba už nebude problémem v postindustriální společnosti. Tourain se přiklání k tomu, že se chudoba dotkne pouze lidí na okraji společnosti (starých, handicapovaných a nevzdělaných).
Oba se také shodují v tom, že bude potřeba platit vysoké daně. Tím se však bude zvyšovat kvalita služeb a lidem se jejich peníze skrze služby vrátí.

## Společnost středních vrstev
Postindustriální společnost je mimo jiné společnost, ve které vymizel třídní systém. V takové společnosti už není dělnická třída, která byla charakteristickou a nejvíce početnou třídou před druhou světovou válkou a i několik let po ní. Díky světu možností dělnickou třídu nahradila střední vrstva. Tato vrstva je oproti dělnické třídě v mnohem lepším postavení, nicméně mnohdy musí čelit podobným rizikům, kterým dříve čelila dělnická třída (např. degradace zaměstnaneckého statusu a pracovních podmínek).
Vedle středních vrstev se i v nejvyspělejších zemích najdou lidé, kteří jsou víceméně trvale vyloučeni z trhu práce a stále jen chudnou. Na tuto sortu lidí bývá v sociologii mnohdy zapomínáno, a proto pro ně neexistuje žádné stanovené označení. Ve Spojených státech tito lidé bývají hanlivě označováni termínem underclass.

## Kritika postindustriální společnosti

### Nárůst nerovnosti
Ve všech ekonomicky vyspělých zemí z rozdělování bohatství vyrobeného společností nejvíce prosperují ty nejvyšší vrstvy společnosti. To je zapříčeněno třemi hlavními faktory.
Přibližně od poloviny sedmdesátých let 20. století dochází k ofenzivně vlastníků kapitálu namířené proti práci. Velkým podnikatelům a akcionářům se tak mnohdy podařilo zisky svého vlastnictví zvýšit na úkor mezd zaměstnanců. Tímto způsobem si vlastně přivlastňují podíl z nově vytvořeného zisku společnosti.
Druhým faktorem je fakt, že dochází k nárůstu nejvyšších zaměstnaneckých odměn. Zatímco střední a nižší mzdy stagnují, nebo dokonce upadají.
Posledním faktorem je, že na jedné straně společnosti jsou ekonomicky aktivní jedinci a na druhé straně jsou ti, kdo byli z trhu práce dočasně či trvale vyloučeni. To zapříčiňuje, že nůžky nerovnosti se logicky rozevírají. Co však toto rozevírání urychluje, je vysoká pravděpodobnost, že tempo poklesu životní úrovně je obvykle rychlejší ve směru, kam daná vrstva v daný moment směřuje. Pokud je tedy jedinec ze sociálně vyšší vrstvy, je pravděpodobné, že se mu bude dařit v této vrstvě stále více. To platí naopak i pro jedince z nižší vrstvy. Tímto způsobem se pak tedy nůžky mezi těmito jedinci rozevírají poměrně rychle.

### Pokles váhy vzdělání
Znakem postindustriální společnosti je vysoká vzdělanost, kdy motorem společnosti je pokrok lidského vědění.
Do druhé světové války bylo vzdělání umožněno pouze malé části privilegovaného obyvatelstva. Bylo to něco výjimečné a stěží dostupné. Teprve pomalu během poválečných let se ve většině vyspělých zemí vyšší vzdělání stávalo normou, které mohly dosáhnout i nižší vrstvy obyvatel.
Důsledkem demokratizace a zmasovění středního a poté i vysokého školství poklesla váha vzdělání, a i samotné atestovací diplomy ztratily na váze. Vzdělání už není ničím, co by člověka dělalo unikátním a přislíbilo mu jeho výjimečnost ve světě a na trhu práce. Naopak se ze vzdělání stává standard, se kterým se počítá. Tento proces už došel do takové úrovně, že na bakaláře je na trhu práce pohlíženo podobně jako na maturanty, a naopak maturita už na trhu práce nebývá oceňována. Dalším nepříznivým důsledkem je i takový problém, že kvůli přemíře vzdělání státy přicházejí o potenciální schopné manuální pracovníky jako jsou tesaři, zedníci, apod.